# PreHistorisch Dorp
Het preHistorisch Dorp in Genneper Parken te Eindhoven is een historisch openluchtmuseum dat onderdeel is van Eindhoven Museum. 
Het museum toont aan de hand van archeologische reconstructies van gebouwen en door levende geschiedenis 6 verschillende tijdperken: de tijd van jagers en verzamelaars, de tijd van de eerste boeren, de Inheems-Romeinse tijd, de tijd van de Vikingen en Franken, de tijd van handel en steden en de Tachtigjarige Oorlog.
De historische bewoners van het dorp (tijdgidsen genoemd) ontmoeten de bezoekers op hun erven, hoeves of ambachtshuizen voor een reis terug in de tijd. Ze gaan gekleed volgens de klederdracht van het betreffende tijdperk. Ze geven rondleidingen, vertellen verhalen en demonstreren de bezigheden uit het dagelijkse leven van onze voorouders. De bezoekers kunnen daarnaast ook zelf aan de slag met allerlei historische activiteiten, zoals vuur maken, boogschieten, ijzersmeden, speerwerpen, pottenbakken of weven.

## Bezoekers
Het preHistorisch Dorp is een bekende plek voor schoolbezoeken en schoolreisjes. Er worden educatieve programma's aangeboden die aansluiten op de verschillende tijdsvakken uit de geschiedenisles. 
Tijdens meerdaagse schoolkampen kunnen de leerlingen in de historische gebouwen overnachten. Het preHistorisch Dorp is daarnaast geopend voor dagjesmensen. Het museum trekt 50.000 bezoekers per jaar.

## Evenementen
Er staan regelmatig historische evenementen gepland in het preHistorisch Dorp. Zo vindt hier jaarlijks het grootste Vikingfestival van Nederland plaats. Drie dagen lang slaan ambachtslieden, handelaren en krijgers hun kamp op in het dorp. Daarnaast vinden jaarlijks een riddertoernooi en een historisch foodfest plaats.

## Geschiedenis
In 1982 ontstond vanuit de Eindhovense lerarenopleiding het initiatief om een ‘prehistorisch dorp’ te bouwen. Onder leiding van Anneke Boonstra werd het dorp in Genneper Parken gebouwd. In 1995 haalde het museum de landelijke en internationale pers met een leefexperiment. De authentieke reconstructies uit de IJzertijd werden twee manen (prehistorische tijdsaanduiding vergelijkbaar met onze maanden) lang bewoond zoals destijds. Archeologen en historici waren dolenthousiast over het experiment en zijn educatieve potentie. Dankzij een Europese subsidie werd het prehistorisch dorp in 2001 uitgebouwd met reconstructies uit de middeleeuwse geschiedenis van Eindhoven en omgeving en kreeg het de nieuwe naam Historisch OpenluchtMuseum Eindhoven (HOME). In 2003 verloor het museum, door brandstichting, een van de ijzertijdboerderijen en de beheerderswoning op het terrein. In 2006 zijn beide herbouwd. De herbouwde ijzertijdboerderij is de huidige Runderhoeve.
Medio 2012 fuseerden de stichtingen HOME en Museum Kempenland Eindhoven (MKE). Zo kwam 2500 jaar geschiedenis onder één dak. De nieuwe naam was Eindhoven Museum (EM): één organisatie met twee museumdelen, die de geschiedenis, kunst en cultuur van stad en omgeving niet alleen laten zien, maar ook tastbaar en beleefbaar maken.
In 2016 keerde het openluchtmuseum weer terug naar zijn roots met een historische bouwploeg, maar ook met een nieuwe, duidelijke herkenbaarheid aan de naam preHistorisch Dorp. Nu met een hoofdletter H om duidelijk te maken dat het niet alleen om de prehistorie maar ook om de historie gaat. Eindhoven Museum bestaat nog steeds, maar is de overkoepelende naam voor het preHistorisch Dorp en de collectie van het voormalige Museum Kempenland.

## Prijzen
Eind 2018 werd bekendgemaakt dat het preHistorisch Dorp voor het tweede jaar op rij verkozen is tot hét Kidsproof museum van Noord-Brabant. De beslissing werd genomen na inspectie van kinderen tot en met 12 jaar. Deze jaarlijkse verkiezing wordt georganiseerd door Museumkids, een initiatief van de Museumvereniging.